# استلاس

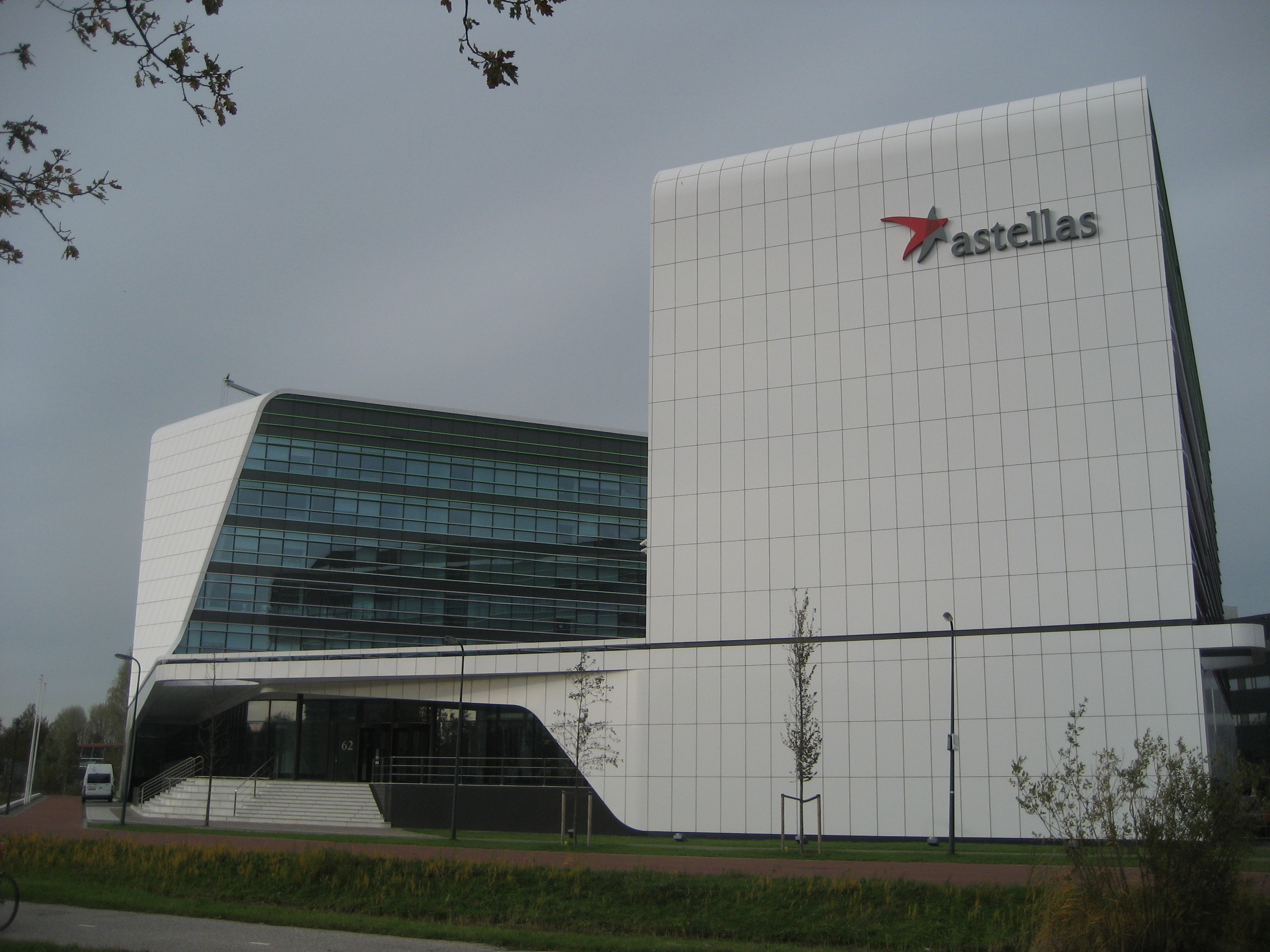
کارخانه استلاس در شهر لیدن، هلند

استلاس (به ژاپنی: アステラス製薬) شرکت داروسازی ژاپنی و چندملیتی است، که پس از شرکت تاکدا، دومین شرکت دارویی ژاپن به‌شمار می‌آید. شرکت استلاس در سال ۲۰۰۵ از ادغام شرکت فوجیساوا (تأسیس: ۱۸۹۴ توسط توموکیچی فوجیساوا) و شرکت یامانوچی (تأسیس: ۱۹۲۳ توسط کنجی یامانوچی) راه‌اندازی شد.
دفتر مرکزی این شرکت در چوئو، توکیو، ژاپن قرار دارد و بخشی از سهام آن در بازار بورس توکیو معامله می‌شود. شرکت‌های استیت استریت، نیپون لایف و مستر تراست بانک سهام‌داران عمده استلاس می‌باشند.